# Leopold Flanek
Leopold Flanek (ur. 13 grudnia 1902 w Bieżanowie, zm. 16 maja 1940 w Ardenach) – sierżant pilot Wojska Polskiego.

## Życiorys
Walczył w kampanii wrześniowej 1939 w składzie 121 eskadry myśliwskiej. Po przedostaniu się do Francji, przeszedł szkolenie w ośrodku w Montpellier. Brał udział w kampanii francuskiej 1940 w kluczu myśliwskim kapitana pil. Stefana Łaszkiewicza (Klucz Frontowy Nr 1 „Ła”).
Zginął 16 maja 1940 lądując przymusowo w Ardenach. Pochowany na cmentarzu komunalnym w Neuville-aux-Tourneurs. W 1963 ekshumowany na czechosłowacki cmentarz wojskowy Naz-Dar w Neuville St. Vaest. Leży w grobie nr 150.
Na liście Bajana sklasyfikowany został na 64 pozycji z 3 1/2 pewnymi zestrzeleniami samolotów Luftwaffe.
Jego imię nosi jedna z ulic Krakowa-Podgórza.